# Reto M. Hilty
Reto M. Hilty (* 27. Januar 1958 in Zürich) ist Rechtswissenschaftler und emeritierter Direktor am Max-Planck-Institut für Innovation und Wettbewerb in München.

## Biographie
Hilty studierte Maschinenbau an der ETH Zürich bis zum ersten Vordiplom und sodann Rechtswissenschaften an der Universität Zürich. Im Jahre 1989 erfolgte die Promotion. Von 1994 bis 1997 war Hilty als Abteilungsleiter und Direktionsmitglied des Eidgenössischen Instituts für geistiges Eigentum in Bern tätig und habilitierte sich im Jahre 2000 mit der Venia Legendi für Zivil-, Immaterialgüter-, Wettbewerbs- und Medienrecht. Nach einem Forschungsaufenthalt an der New York University nahm Hilty einen Ruf als Ordinarius für Technologie- und Informationsrecht an der ETH Zürich an. Von Januar 2002 bis Ende Januar 2024 war er Direktor am Max-Planck-Institut für Innovation und Wettbewerb in München und wissenschaftliches Mitglied der Max-Planck-Gesellschaft. Bis 2023 war er außerdem Ordinarius ad personam an der Universität Zürich sowie Honorarprofessor an der Ludwig-Maximilians-Universität München.
Die Forschungsgebiete von Reto Hilty sind insbesondere das Immaterialgüter- und Wettbewerbsrecht, Vertrags- und insbesondere Immaterialgütervertragsrecht, Einfluss neuer Technologien und Geschäftsmodelle auf Immaterialgüterrechte sowie europäische und internationale Schutzrechtsharmonisierung. Er ist ein weltweit gefragter Redner und Berater für Gesetzgebungsvorhaben.
Hilty ist Mitglied unter anderem in der Deutschen Zivilrechtslehrervereinigung, der Association International pour la Protection de la Propriété Intellectuelle, der Deutschen Gesellschaft für Gewerblichen Rechtsschutz und Urheberrecht, der Deutschen Gesellschaft für Recht und Informatik, der Association Littéraire et Artistique Internationale.
Reto M. Hilty verantwortet folgende Zeitschriften als Herausgeber: GRUR International – Journal of European and International IP Law, IIC. International Review of Intellectual Property and Competition Law, Max Planck Institute for Innovation and Competition Research Paper Series (SSRN), sic! Zeitschrift für Immaterialgüter-, Informations- und Wettbewerbsrecht.

## Werke (Auswahl)
- Patenting Software? A Judicial and Socio-Economic Analysis. IIC International Review of Intellectual Property and Competition Law, Bd. 36, Nr. 6/2005, S. 615 ff.
- Urheberrecht in der Informationsgesellschaft: „Wer will was von wem woraus?“ – Ein Auftakt zum „zweiten Korb“. ZUM Sonderheft 2003, S. 983–1005.
- Urheberrecht im „digitalen Dilemma“. MaxPlanckForschung 2/2003, S. 48–52.
- Der Softwarevertrag – ein Blick in die Zukunft. Konsequenzen der trägerlosen Nutzung und des patentrechtlichen Schutzes von Software. MMR 2003, S. 3–14.
- Schutzgegenstand und Schutzbereich – Überlegungen zur Formulierung von Patentansprüchen. In: FS König, Köln 2003, S. 167–216.
- mit Peukert, A.: Das neue deutsche Urhebervertragsrecht im internationalen Kontext. GRUR Int. 2002, S. 643–668.
- Unübertragbarkeit urheberrechtlicher Befugnisse: Schutz des Urhebers oder dogmatisches Ammenmärchen? In: FS Rehbinder, München/Bern 2002, S. 259–284.
- Zur Zulässigkeit des "Link" – rechtliches Damoklesschwert für die Internettechnologie? In: Geschäftsplattform Internet III, Hrsg. R.H. Weber/R.M. Hilty/R. Auf der Maur, Zürich 2002, S. 123–166.
- Lizenzvertragsrecht. Systematisierung und Typisierung aus schutz- und schuldrechtlicher Sicht. Bern 2001, 1093 Seiten.